# Hermelin-kereszt
Névváltozatok: 
en: cross erminée 

Rövidítések:
A hermelin-kereszt négy stilizált hermelinfarokból kereszt alakban összeállított címerábra. Ebbe a csoportba sorolható mindenféle olyan kereszt, melyek szára valamilyen állati vagy emberi testrészben végződik, mint pl. a kígyófejvégű keresztek.  

Kígyós kereszt (Bárczay 119., fr: croix guivrée, de: Schlangenkreuz, en: cross gringolée, cross gringalee, cross gringolly, la: crux serpentina)
Kettőskígyós-kereszt (fr: croix gringolée, en: cross gringolée, cross gringalee, cross gringolly, de: Doppelschlangenkreuz, it: croce aguifera, es: cruz gringolada, nl: dubbelslangenkopkruis)
Kettőskígyós görög kereszt (fr: croix gringolée)
Lófejes orom-harántkereszt (de: Giebelkreuz), a német heraldikában használják. Az oromkereszt nevét a háztető csúcsát keresztező gerendák végének díszítéséről kapta. A lépcsős oromkereszt (de: Stufengiebelkreuz) szárai felül lépcsőzöttek.
Könnycseppkereszt (de: Tropfkreuz), a könnycsepp formáját mintázó szárú kereszt
Pengevégű könnycseppkereszt (en: obelisk, obelus, dagger)
Kettős pengevégű könnycseppkereszt (en: diesis, double obelisk)